# Discovery World
Discovery World a fost un canal de televiziune european detinut de Discovery Communications. Canalul a fost lansat inițial în 1998 (1999 în Europa/România), sub numele Discovery Civilisation și trasmitea documentare de istorie. În data de 18 aprilie 2008, și-a schimbat numele și de asemenea, și-a extins grila de documentare, incluzând seriale despre cultură, fenomene misterioase și investigări.
Canalul a fost înlocuit în 2017 în România de DTX (Discovery Turbo Xtra).

## Programe
- Amazing Medical Stories
- Discovery Atlas
- Dr. G: Medical Examiner
- Everest: Beyond the Limit
- Final 24
- Monarchy
- More Industrial Revelations Europe
- Most Evil
- Weaponology
- Crime Investigations
- Biographies
- Psychic Witness
- Survivorman
- Zero Hour